# Critérium National de la Route 1978
Il Critérium National de la Route 1978, quarantasettesima edizione della corsa, si svolse dal 1º al 2 aprile su un percorso di 239 km ripartiti in 3 tappe, con partenza a Tolone e arrivo a Draguignan. Fu vinto dal francese Bernard Hinault della Renault-Gitane davanti ai suoi connazionali Michel Laurent e Yves Hézard.

## Tappe
| Tappa  | Data      | Percorso                                    | km    | Vincitore di tappa | Leader cl. generale |
| ------ | --------- | ------------------------------------------- | ----- | ------------------ | ------------------- |
| 1ª     | 1º aprile | Tolone > Draguignan                         | 153,5 | Raymond Martin     |                     |
| 2ª     | 2 aprile  | Saint-Raphaël > Saint-Raphaël               | 53    | Joop Zoetemelk     |                     |
| 3ª     | 2 aprile  | Draguignan > Draguignan (cron. individuale) | 22,6  | Bernard Hinault    | Bernard Hinault     |
| Totale | Totale    | Totale                                      | 239   |                    |                     |

## Dettagli delle tappe

### 1ª tappa
- 1º aprile: Tolone > Draguignan – 153,5 km

| Pos. | Corridore      | Squadra | Tempo    |
| ---- | -------------- | ------- | -------- |
| 1    | Raymond Martin | Miko    | 3h44'51" |
| 2    | Roland Berland | Renault | a 39"    |
| 3    | Robert Alban   | Miko    | a 44"    |

| Pos. | Corridore | Squadra | Tempo |
| ---- | --------- | ------- | ----- |

### 2ª tappa
- 2 aprile: Saint-Raphaël > Saint-Raphaël – 53 km

| Pos. | Corridore       | Squadra | Tempo    |
| ---- | --------------- | ------- | -------- |
| 1    | Joop Zoetemelk  | Miko    | 1h48'08" |
| 2    | Yves Hézard     | Peugeot | s.t.     |
| 3    | Bernard Hinault | Renault | s.t.     |

| Pos. | Corridore | Squadra | Tempo |
| ---- | --------- | ------- | ----- |

### 3ª tappa
- 2 aprile: Draguignan > Draguignan (cron. individuale) – 22,6 km

| Pos. | Corridore       | Squadra | Tempo  |
| ---- | --------------- | ------- | ------ |
| 1    | Bernard Hinault | Renault | 31'08" |
| 2    | Michel Laurent  | Peugeot | a 36"  |
| 3    | Yves Hézard     | Peugeot | a 40"  |

| Pos. | Corridore       | Squadra | Tempo    |
| ---- | --------------- | ------- | -------- |
| 1    | Bernard Hinault | Renault | 6h05'33" |
| 2    | Michel Laurent  | Peugeot | a 36"    |
| 3    | Yves Hézard     | Peugeot | a 40"    |

## Classifiche finali

### Classifica generale
| Pos. | Corridore        | Squadra                   | Tempo    |
| ---- | ---------------- | ------------------------- | -------- |
| 1    | Bernard Hinault  | Renault-Gitane            | 6h05'33" |
| 2    | Michel Laurent   | Peugeot-Esso-Michelin     | a 36"    |
| 3    | Yves Hézard      | Peugeot-Esso-Michelin     | a 40"    |
| 4    | Raymond Martin   | Miko-Mercier-Hutchinson   | a 46"    |
| 5    | Fedor den Hertog | Lejeune-BP                | a 57"    |
| 6    | Joop Zoetemelk   | Miko-Mercier-Hutchinson   | a 1'12"  |
| 7    | Mariano Martínez | Jobo-Superia-La Roue d'Or | a 1'17"  |
| 8    | Roland Berland   | Renault-Gitane            | a 1'44"  |
| 9    | Robert Alban     | Miko-Mercier-Hutchinson   | a 1'45"  |
| 10   | Marcel Tinazzi   | Flandria-Velda-Lano       | a 2'37"  |